# ICE Train North America Tour
Die ICE Train North America Tour war eine sechsmonatige Präsentations- und Erprobungsfahrt eines deutschen ICE-Hochgeschwindigkeitszuges mit den Triebköpfen 401 084-9 und 401 584-8 durch Nordamerika im Jahr 1993.
Der Hauptzweck der von Siemens und AEG organisierten Tour lag in der Präsentation der ICE-Technik im Vorfeld der für 1994 geplanten Neubeschaffung von 26 Hochgeschwindigkeitszügen durch die US-amerikanische Eisenbahngesellschaft Amtrak. Die neuen Hochgeschwindigkeitszüge sollten die Metroliner-Flotte der Amtrak ersetzen und auf der Strecke Washington–New York–Boston eingesetzt werden. In weiteren Korridoren war ein Einsatz geplant.
Neben einer transkontinentalen Reise in 25 Großstädte der USA verkehrte der Zug im Oktober und Dezember 1993 auf dem Nord-Ost-Korridor im Liniendienst.

## Geschichte

### Hintergrund
Neben dem Nordostkorridor wurden 1992 von der Federal Railroad Administration im amerikanischen Verkehrsministerium eine Reihe von Hochgeschwindigkeitskorridoren entwickelt. Untersucht wurde dabei der Einsatz von Hochgeschwindigkeitszügen auf insgesamt zehn Netzen in fünf Großräumen:
- Chicago/Detroit/St. Louis/Milwaukee
- Eugene/Portland/Seattle/Vancouver
- Sacramento/Oakland, Los Angeles/San Francisco, San Diego
- Tampa–Orlando–Miami
- Charlotte, Raleigh, Richmond, Washington

Unter der Bundesregierung von Bill Clinton wurde 1993 erwogen, diese Projekte im Gesamtumfang von einer Milliarde US-Dollar voranzutreiben. Dabei sollte ein weitgehender Ausbau bestehender Strecken von insgesamt etwa 3000 Kilometer Länge für Geschwindigkeiten zwischen 200 und 230 km/h erfolgen. Die Reisegeschwindigkeit sollte um 130 km/h liegen. Der Bau von eigenen Neubaustrecken war nicht vorgesehen.
Das Konsortium aus Siemens und AEG hatte sich vor diesem Hintergrund für die Finanzierung und Durchführung des Präsentationsprogramms entschlossen. Der Bereichsvorstand von Siemens Verkehrstechnik, Wolfram O. Martinsen, sagte, er glaube „fest an die Renaissance der Eisenbahn in den USA. Und deshalb sind die rund 17 Millionen DM, die die ICE-Demonstration kostet, gut angelegtes Geld; selbst dann, wenn wir nicht sofort beim ersten Projekt zum Zuge kommen.“
Der Triebzug wurde durch Amtrak von der damaligen Bundesbahn gemietet. Das Ziel des Programms war es, der US-amerikanischen Öffentlichkeit, Medien und Politik die Möglichkeiten des Hochgeschwindigkeitsverkehrs zu demonstrieren. Da Schnellfahrten nur auf Teilen des Nordost-Korridors möglich waren, konzentrierte sich ein wesentlicher Teil der Kommunikation auf die Hervorhebung der Komfortmerkmale des ICE-Zuges.
Das ICE-Angebot wurde neben Siemens Transportation Systems und AEG, von General Motors, Morrison Knudsen und Fiat Ferroviaria begleitet.

### Umrüstung und Verschiffung

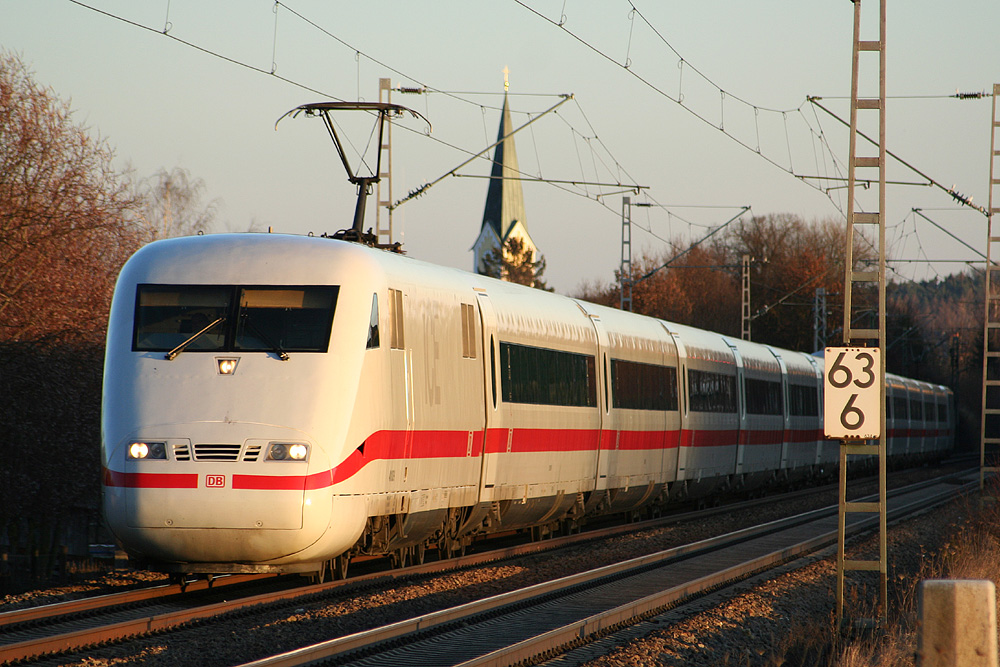
Umgerüstet wurde ein auf sechs Wagen und zwei Triebköpfe verkürzter ICE 1. Hier als Vollzug bei Ingolstadt.

Zwischen Anfang April und Mitte Mai 1993 waren die Fahrzeuge für den Einsatz in den USA bei Krauss-Maffei, Duewag und LHB umgerüstet worden. Die anschließende Inbetriebsetzung erfolgte bei AEG in Hennigsdorf bei Berlin. Abschließend erhielt der Zug im Bahnbetriebswerk Hamburg-Eidelstedt die fällige Fristuntersuchung. Von dort wurde der Zug zur Verschiffung nach Bremerhaven geschleppt.
Der Zug kam in Bremerhaven am 16. Juni 1993 an und wurde, zusammen mit vier Containern an Ersatzteilen, mittels Trailern auf dem RoRo-Schiff Faust (Wallenius Lines) verladen. Am 19. Juni 1993 verließ das Schiff den Hafen. Auf dem Schiff fanden auch Autokräne und Traktoren Platz. Nach der zehntägigen Atlantiküberquerung erreichten die Wagen den Hafen von Baltimore am 30. Juni 1993. Noch im Hafen wurden die Fahrzeuge gekuppelt und von einer Lokomotive (F40PH) nach Washington D.C. überführt.

### Inbetriebsetzung
Im Amtrak-Werk Ivy City in Washington D.C. wurde der Zug in den ersten Julitagen in Betrieb gesetzt. Dabei wurden unter anderem auch US-amerikanische Zugsicherungssysteme, neue Zugfunkgeräte nach US-Standard sowie ein tieferliegender „Bugspoiler“, der auch als „Schienenräumer“ dient, eingebaut. Im Werk wurden unter anderem auch die Zugbeeinflussungs- und andere Sicherheitseinrichtungen im Stand abgenommen. Zeitgleich unterwies ein mitgereister ICE-Ausbilder des Bundesbahn-Zentralamts Minden zehn amerikanische Lehrlokführer. Nach der theoretischen Einweisung erfolgten erste Fahrten zur drei Kilometer entfernten Union Station in Washington.
Am Abend des 7. Juli 1993 erfolgte die Jungfernfahrt auf dem Nordost-Korridor. Bei einer zulässigen Höchstgeschwindigkeit von 177 km/h (110 mph) führte die Fahrt ins 217 Kilometer entfernte Philadelphia und wieder zurück. Dabei wurden verschiedene Systeme erprobt und für den weiteren Einsatz optimiert.
Am folgenden Tag begannen die eigentlichen Testfahrten. Im Rahmen eines zweiwöchigen Testplans wurde der Zug bei Tag und Nacht zahlreichen Prüfungen unterzogen. So wurde der Bremsweg bei Geschwindigkeiten zwischen 48 und 201 km/h (30 bis 125 mph) untersucht. Für die Zulassung wurde dabei der Bremsweg mit Druckluftbremsen, ohne Zuhilfenahme der elektrodynamischen und Magnetschienenbremse, geprüft (Vollbremsung).
Zusätzlich waren einzelne Bremsscheiben abgeschaltet, um das Gewicht der später zahlreichen Fahrgäste zu kompensieren. Bei weiteren Tests wurden die dynamische und Magnetschienenbremse mit einbezogen. Bei einer Schnellbremsung mit allen Bremssystemen aus 201 km/h (125 mph) wurde ein Bremsweg von 1072 Metern erreicht. Bei Vollbremsungen aus dieser Geschwindigkeit war zuvor ein Bremsweg von 1775 Metern erzielt worden.
Weitere Prüfungen galten unter anderem dem Anpressdruck der Stromabnehmer, elektromagnetischen Interferenzen der Fahrmotoren, Geräuschen im und am Zug, Beschleunigungsvermögen, der Helligkeit des Spitzensignals sowie der Einhaltung des Lichtraumprofils. Per Spektralanalyse wurden die im Netzstrom vorhandenen Frequenzanteile ermittelt. Mittels Messradsätzen wurden mögliche Auswirkungen auf die Gleislage geprüft. Im Hinblick auf den geplanten Fahrgastbetrieb wurden auch die voraussichtlichen Fahrzeiten zwischen Washington und New York sowie der Energieverbrauch einer solchen Fahrt ermittelt.
Die lauftechnischen Untersuchungen erfolgten auf den Strecken zwischen Philadelphia und New York bzw. Harrisburg. Besonderes Augenmerk galt dabei den Seitenbeschleunigungen bei Kurvenfahrten. Während der Versuchsfahrten wurde der im Amtrak-Netz zulässige Höchstwert des Überhöhungsfehlbetrags von 76 (damalige DB: 150 mm) auf 178 Millimeter angehoben und die in Bögen zulässige Höchstgeschwindigkeit entsprechend erhöht.
Auf der Strecke Philadelphia–Harrisburg konnten im Abschnitt Parkesburg–Lancaster bei nicht durchgehend verschweißten Gleisen und Bogenradien bis zu 400 Metern keine größeren Geschwindigkeitssteigerungen erzielt werden. Dagegen wurden im Nordost-Korridor, zwischen New Brunswick und Metro Park (50 Kilometer südlich von New York), um bis zu 32 km/h (20 mph) höhere Bogengeschwindigkeiten ohne Überschreitung der zugelassenen Radsatzkräfte erreicht.
Im weiteren Verlauf folgten lauftechnische Untersuchungen bei Hochgeschwindigkeit im Abschnitt zwischen New Brunswick und Trenton (rund 50 Kilometer Länge). Eines der vier Gleise, die im Regelbetrieb durch die Metroliner mit 201 km/h (125 mph) befahren werden, wurde für die Versuchsfahrten gesperrt. Ausgehend von 209 km/h (130 mph) wurde die Geschwindigkeit schrittweise gesteigert. Dabei erreichte der Zug eine Geschwindigkeit von 260 km/h (162 mph) die bei einer Fahrt für geladene Journalisten am 24. Juli nochmals erreicht wurde. Die durch die Federal Railroad Authority zugelassene Höchstgeschwindigkeit für die Versuchsfahrten lag bei 257 km/h (160 mph).

### Demonstrationsfahrten
| Stationen der Tour |                 |
| 5./6. August       | Pittsburgh      |
| 7. August          | Harrisburg      |
| 8. August          | Philadelphia    |
| 11. August         | Washington D.C. |
| 12. August         | Albany          |
| 14. August         | Toledo          |
| 15. August         | Detroit         |
| 16. August         | Chicago         |
| 18. August         | Milwaukee       |
| 19./20. August     | Chicago         |
| 25. August         | Los Angeles     |
| 26. August         | Sacramento      |
| 27. August         | San Francisco   |
| 29. August         | Los Angeles     |
| 30. August         | San Diego       |
| 6. September       | Orlando         |
| 10. September      | Raleigh         |
| 11. September      | Richmond        |
| 14. September      | Boston          |
| 15. September      | Portland        |
| 21./22. September  | St. Louis       |

Am 29. Juli 1993 wurde der Zug in der Union Station in Washington erstmals der Öffentlichkeit präsentiert.
Im Anschluss an die Zulassung erfolgten Demonstrationsfahrten für Ehrengäste. Am 30. Juli 1993 erreichte der Zug um 9:46 Uhr an der Princeton Junction eine Geschwindigkeit von 260 km/h.
Im August und September erfolgten Präsentationsfahrten in 25 Städten im Westen, Mittleren Westen und Osten der USA, insbesondere in den Landesteilen, auf denen der Einsatz von Hochgeschwindigkeitszügen in Erwägung gezogen wurden.
In den Stationen war der Zug in Bahnhöfen zu besichtigen. Darüber hinaus erfolgten Probefahrten für ausgewählte Gäste von 30 Minuten bis zwei Stunden Dauer. Rund einhunderttausend Amerikaner nutzten die Gelegenheit, den Zug zu besichtigen. Schätzungen gehen von bis zu 30 Millionen Menschen aus, die in Fernsehen und Presse von der ICE-Tour erfahren haben.
In Anspielung auf die Bedeutung Eis der Abkürzung ICE im Englischen wurden die Präsentationsfahrten unter dem Slogan Experience the hottest thing on rails (zu Deutsch: Erleben Sie die heißeste Sache auf Schienen) beworben.
Rund 20 Mitarbeiter der damaligen Deutschen Bundesbahn, Siemens, AEG und Amtrak begleiteten den Zug auf seinen Fahrten ebenso wie einzelne PR-Fachleute. Aus Deutschland begleiteten zwei Ingenieure und zwei Lokführer den Zug während des gesamten Aufenthaltes. Das Restaurant wurde von einem speziell geschulten Team der Amtrak bedient, das Speisenangebot dem amerikanischen Markt angepasst.
Da der Großteil des US-amerikanischen Streckennetzes nicht elektrifiziert ist, wurde der ICE zumeist mit zwei Diesellokomotiven mit Drehstromantrieb (Baureihe F69PH, Nummern 450 und 451) bespannt, die Siemens und General Motors Ende der 1980er Jahre gemeinsam entwickelt hatten. Damit sollte auch gezeigt werden, dass die Forderung des local content, einem Produktionsanteil von etwa 70 bis 80 Prozent in den USA, im Fall der Auftragsvergabe hätte Rechnung getragen werden können. Siemens Verkehrstechnik hatte bereits in den Vorjahren Nahverkehrsfahrzeuge im kalifornischen Sacramento gebaut.

### Einsatz im Liniendienst

Überblick über den Nord-Ost-Korridor

Am Morgen des 4. Oktober eröffneten Bundesverkehrsminister Matthias Wissmann und der US-amerikanische Verkehrsminister Federico Peña mit dem symbolischen Abfahrauftrag den zweimonatigen Pendelverkehr. Einmal täglich verkehrte der Zug im Metroliner-Dienst zwischen Washington und New York (Pennsylvania Station) mit einer Sondergenehmigung. Während dieser Fahrten wurden Passagiere zu ihren Eindrücken befragt. Die Ergebnisse dieser Umfragen sollten als Grundlage für die spätere Ausschreibung dienen.
Der ICE verkehrte dabei montags bis freitags in Richtung Norden im Fahrplan des Zugs 112 mit Abfahrt in Washington um 12:00 Uhr und Ankunft in New York um 14:53 Uhr. Auf der 386 km langen Strecke erfolgten dabei Zwischenhalte in New Carrollton, Baltimore, Wilmington, Philadelphia und Newark. Die Reisezeit von rund zwei Stunden und 55 Minuten lag, aufgrund der Zwischenhalte, rund eine Viertelstunde über den schnellsten Planleistungen der Metroliner ohne Halt (zwei Stunden und 40 Minuten Fahrzeit).
In der Gegenrichtung verkehrte der Zug bis Ende Oktober im Fahrplan des Zuges 223. Bei der Abfahrt in New York um 16:30 Uhr wurde Washington um 19:14 Uhr erreicht. Ab 1. November verkehrte der Zug im Fahrplan des Zuges 123, bei einer Reisezeit von zwei Stunden und 59 Minuten. Der Zug fuhr an einzelnen Samstagen und Sonntagen nach weiteren Fahrplänen.
Der ICE erreichte im Plandienst die im Fahrplan vorgegebene Höchstgeschwindigkeit von 217 km/h (135 mph). Auf einigen Teilstücken konnten Geschwindigkeiten um 200 km/h erreicht werden. Der Oberbau zwischen Newark und Manhattan ließ hingegen keine Schnellfahrten zu. Auch die Ein- und Ausfahrten der Bahnhöfe waren nicht schnell befahrbar.
Nach Veränderungen an den Drehgestellen wurde das Laufverhalten des Zuges verbessert und die zugelassene Höchstgeschwindigkeit durch die Aufsichtsbehörde (Federal Railroad Administration) Anfang Dezember 1993 auf 140 mph (225 km/h) heraufgesetzt.
Der Betriebseinsatz endete am 17. Dezember 1993. An 62 Betriebstagen nutzten insgesamt mehr als 30 000 Menschen den Zug, durchschnittlich 520 pro Tag. Nach Angaben von Siemens kam es während des Planeinsatzes weder zu Verspätungen des ICE noch zu Verzögerungen von anderen Zügen. Etwa 120 000 Menschen nutzten den Zug während seiner fast 50 000 Meilen langen Tour durch die Vereinigten Staaten.
Im August und September des gleichen Jahres verkehrte ebenso zu Versuchs- und Demonstrationszwecken ein schwedischer Hochgeschwindigkeitszug der Reihe X2 als fahrplanmäßiger Zug im Nordost-Korridor.

### Planungen für die Serie

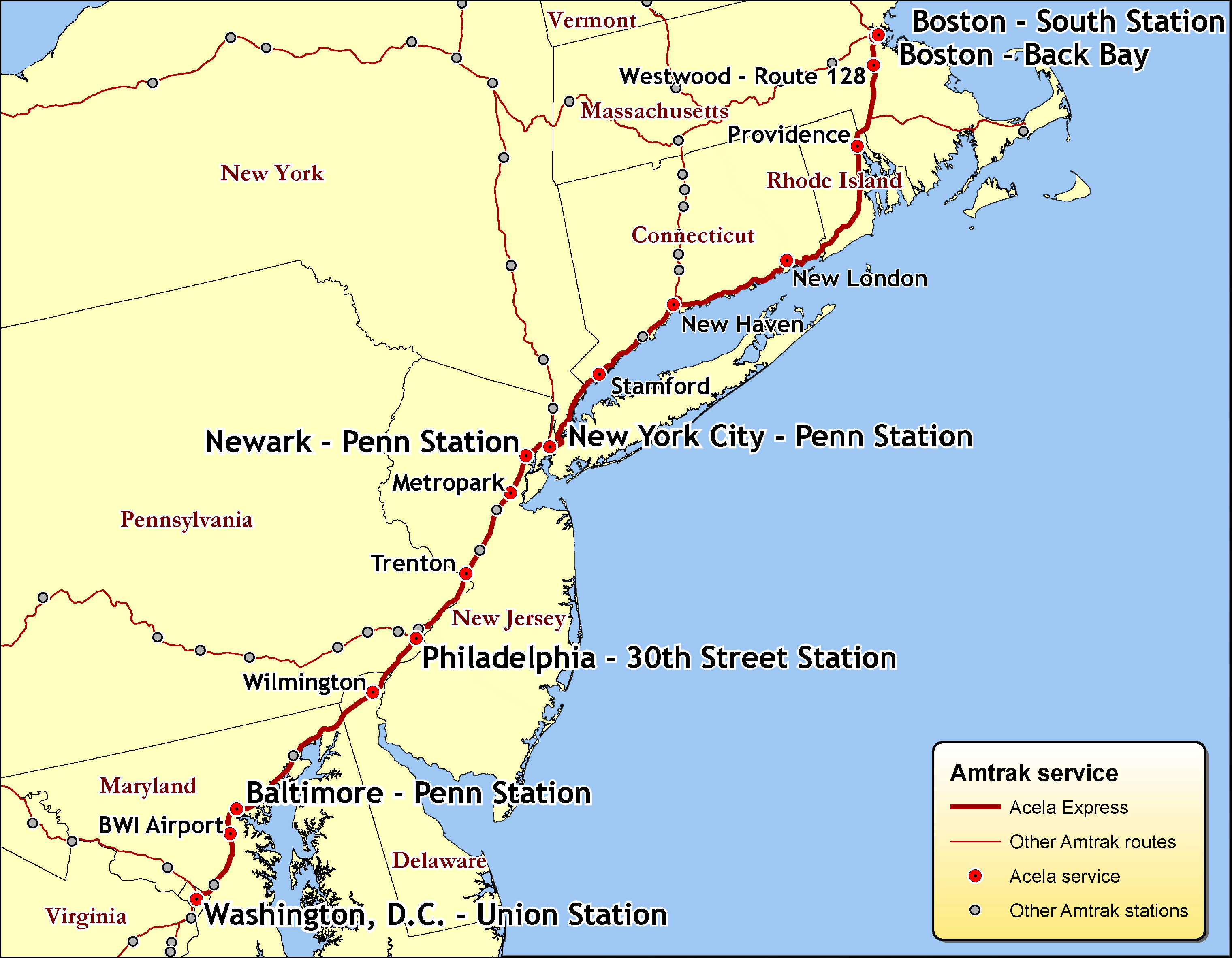
Heutiges Netz des Acela

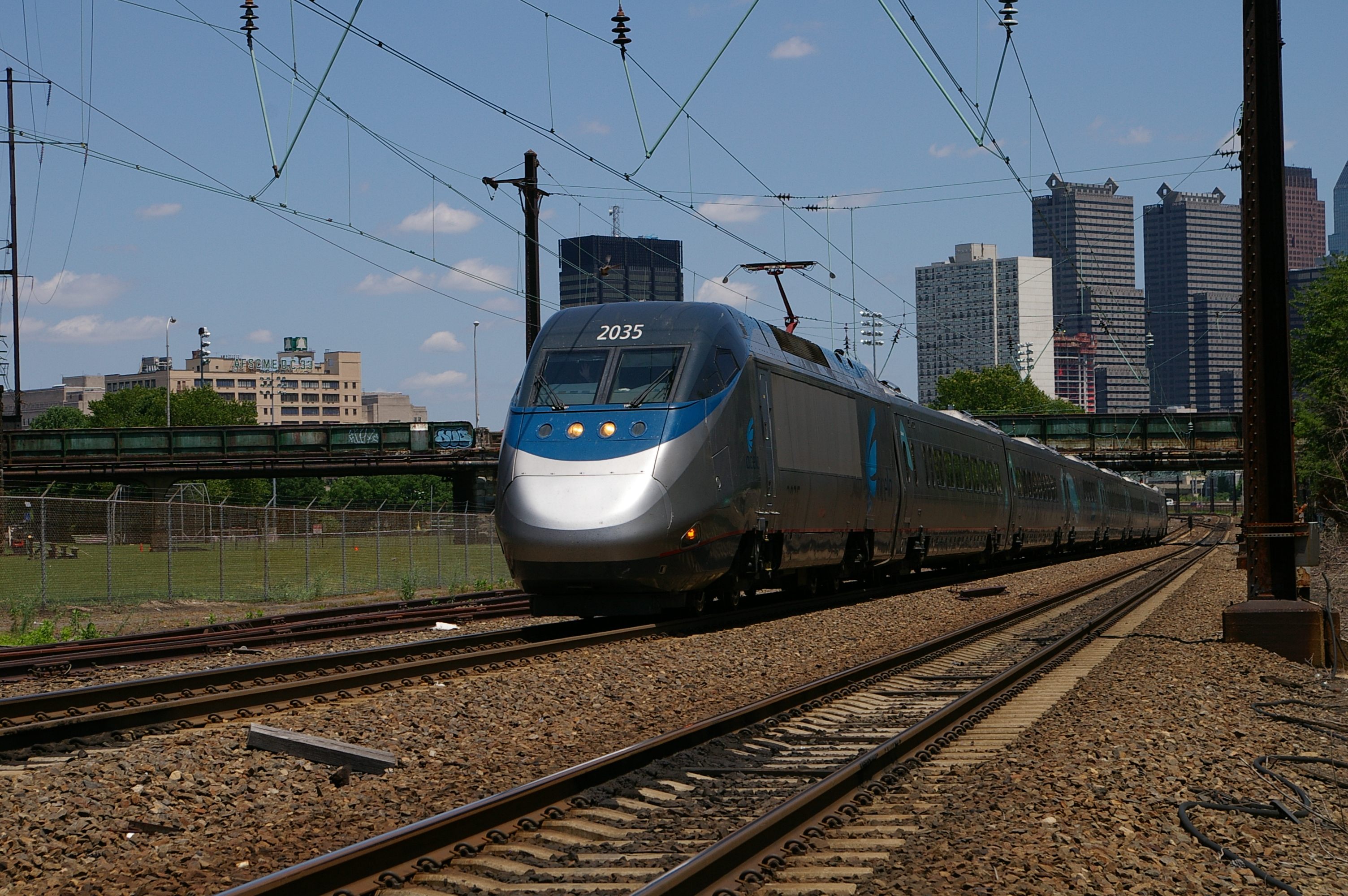
Acela-Garnitur in der Nähe von Philadelphia

Insgesamt sechs Unternehmen bzw. Konsortien bewarben sich um den ersten Auftrag für Hochgeschwindigkeitszüge in den USA. Neben dem ICE absolvierten ein X2000 (1992/1993) und ein Talgo (1988/1994) Präsentationsfahrten, ebenfalls mit einem mehrmonatigen Planeinsatz zwischen Washington und New York.
Die Ausschreibungsfrist lief bis Anfang Dezember 1994. Letztlich beworben hatten sich drei Konsortien. Neben dem deutschen ICE-Konsortium (unter der Federführung von Siemens) ging das X2000-Konsortium (unter Federführung von ABB) ins Rennen. Mitte März 1996 unterlag das Konsortium um Siemens gegen ein Konsortium aus GEC-Alstom und Bombardier. Das französisch-kanadische Konsortium legte ein rund zehn Prozent günstigeres Angebot als die Deutschen vor, im Umfang von etwa 800 Millionen Euro. Die daraus hervorgehenden Acela Express verkehren seit 2001 im Nordost-Korridor.
Hätte das Konsortium aus Siemens und AEG den Auftrag gewonnen, wären in Kooperation mit der Electro-Motive-Division von General Motors, die über fünf Produktionsstätten in den USA verfügt, 26 Züge gebaut worden. 2000 Arbeitsplätze sollten über den Auftrag im Umfang von etwa 400 bis 450 Millionen Dollar über drei Jahre gesichert werden. Die Züge wären gegenüber den ICE 1 erheblich verändert und den Anforderungen des Korridors angepasst worden. Neben einer geringeren Höchstgeschwindigkeit (etwa 230 bis 240 km/h) sollte die Sitzplatzkapazität mit rund 300 Plätzen eher an den ICE 2 orientiert sein. Auch eine Bauart mit aktiver Neigetechnik war angedacht, um im bogenreichen Abschnitt Richtung Boston (nördlich von New Haven) Fahrzeitgewinne zu erreichen. Die Neigetechnik hätte Fiat zugeliefert.
Über die 26 für den elektrischen Betrieb konzipierten Einheiten sollten zwei Prototypen dieselelektrischer Züge vergeben werden, für einen Probebetrieb auf nicht elektrifizierten Strecken. Darüber hinaus bestand eine Option auf 25 weitere Züge für den Elektrobetrieb.

## Aufbau und Technik
Zum Einsatz kam ein auf sechs Mittelwagen verkürzter ICE-1-Triebzug:
- Triebköpfe (401 084 und 584)[8][9]
- Mittelwagen der ersten Klasse (801 856)
- Drei Mittelwagen der zweiten Klasse (802 438, 657 und 855)
- Ein Servicewagen (803 056)
- Ein Speisewagen (804 051)

Der Triebzug war 200 m (655 Fuß) lang und 510 Tonnen schwer. Er umfasste 285 Sitzplätze.
Die Triebköpfe wurden für das US-amerikanische Stromsystem (11 kV, 25 Hz) umgerüstet. Aus Kostengründen wurden dabei keine neuen Transformatoren installiert. Die gegenüber dem deutschen Stromsystem (15 kV, 16 2⁄3 Hz) somit um rund 46 Prozent reduzierten Leistung wurde durch Anpassungen an der Traktionskontrollsoftware ausgeglichen. Aufgrund der verkürzten Länge des Zuges und der niedrigeren Höchstgeschwindigkeiten wurde die Lösung als ausreichend angesehen. Die Züge wurden darüber hinaus mit der auf dem Nordost-Korridor verwendeten Zugbeeinflussung ausgerüstet sowie von der Amtrak zur Verfügung gestellten Stromabnehmern, neuen Druckluftbremsen, Bremsventilen und -software.
Bei Inbetriebnahme der elektrischen Einrichtungen wurden aufgrund der nicht sinusförmigen Netzspannungen im Netz der Amtrak einige Modifikationen an der Steuerung erforderlich. An allen Fahrzeugen des Verbandes installierten Mitarbeiter der Bundesbahn-Versuchsanstalt Minden vor Ort Beschleunigungsgeber samt entsprechender Messkabel.
Bereits in Minden hatte ein Mittelwagen Messradsätze erhalten, um das Laufverhalten bei Schnellfahrten (Vertikal- und Querkräfte) im Amtrak-Streckennetz untersuchen zu können.
Ein Gepäckwagen (material handling car) der Amtrak nahm während der Demonstrationsfahrten Ersatzteile und Werbematerial auf. In diesem Wagen wurde auch ein Transformator eingebaut, der die Heizspannung der Lokomotiven (480 V / 60 Hz Drehstrom) zur Speisung der Zugsammelschiene des ICE umformte.
Für den Einsatz in den Vereinigten Staaten wurde das seitlich an den Triebköpfen und Wagen angebrachte DB-Logo durch das Emblem der Amtrak ersetzt. Am Erste-Klasse-Wagen wurde der Schriftzug Deluxe angebracht. Die beiden Lokomotiven und der Gepäckwagen wurden für die Fahrten im ICE-Design rot-weiß lackiert. Modifikationen an der Einrichtung umfassten unter anderem Austausch der Telefone in Konferenzabteil und Telefonzelle durch Geräte nach US-Standard.
Wegen der Hochbahnsteige des Nordostkorridors wurde ein Abdeckmechanismus für die Trittstufen entwickelt, um ein niveaugleiches Ein- und Aussteigen zu ermöglichen.

## Trivia
Da der ICE im Rahmen der Tour auch in Deutschland großes Aufsehen hervorrief, wurde 1994 unter einer weltweiten Auflage von 5000 Stück der Triebzug im Maßstab 1:87 (H0) von dem Modelleisenbahn-Hersteller Märklin als Modell mit der Nummer 3700 nachgebaut.
Den Amtrak-ICE gab es weiter auch von Fleischmann als Modell im Maßstab 1:87 (H0) und 1:160 (N). Für den H0-Zug gab es jedoch nur die beiden Triebköpfe, den Erste-Klasse-Deluxe-Wagen, den Speisewagen sowie einen Zweite-Klasse-Wagen.  